# Cantonul Châteauponsac
Cantonul Châteauponsac este un canton din arondismentul Bellac, departamentul Haute-Vienne, regiunea Limousin, Franța.

## Comune
| Comune                | Populație (1999) | Cod poștal | Cod INSEE |
| --------------------- | ---------------- | ---------- | --------- |
| Balledent             | 211              | 87290      | 87007     |
| Châteauponsac         | 2.160            | 87290      | 87041     |
| Rancon                | 528              | 87290      | 87121     |
| Saint-Amand-Magnazeix | 547              | 87290      | 87133     |
| Saint-Sornin-Leulac   | 652              | 87290      | 87180     |